# Rob Beenders
Pour les articles homonymes, voir Beenders.
Rob Beenders, né le 26 avril 1979, à Bree (province de Limbourg), est un homme politique belge, membre de Vooruit, parti socialiste flamand. 
Député au Parlement flamand du 17 juin 2014 au 25 mai 2019 et sénateur des entités fédérées du 22 avril 2016 au 23 mai 2019, il est depuis le 3 février 2025, ministre fédéral belge de la Protection des consommateurs, de la Lutte contre la fraude et à l’Égalité des chances dans le gouvernement De Wever.

## Biographie
Rob Beenders est gradué en sciences commerciales et gestion de l'entreprise (2000) ; expert pour les autorités flamandes (2003) ; product manager (2000-2007).
En 2013, il est échevin à Hasselt. À partir du 25 mai 2014, il est député au Parlement flamand. Il est sénateur des entités fédérées à partir du 22 avril 2016 au 23 mai 2019.
Engagé en politique, il s'en retire en 2019, étant atteint de la maladie de Menière.
Le 3 février 2025, il intègre le gouvernement De Wever comme ministre de la Protection des consommateurs, de la Lutte contre la Fraude sociale, des Personnes handicapées et de l’Egalité des chances.